# Жигови (Ново Горажде)
Жигови су насељено мјесто у општини Ново Горажде, Република Српска, БиХ. Према попису становништва из 2013. у насељу је живјело 12 становника.

## Историја
Прије рата, насеље се у потпуности налазило у саставу предратне општине Горажде. Послије потписивања Дејтонског споразума, дио његове територије улази у састав Републике Српске.

## Становништво
Према званичним пописима, Жигови су имали сљедећи етнички састав становништва:
| Националност | 2013.       | 1991.       | 1981.       | 1971.       |
| Муслимани    | 12 (100,0%) | 53 (100,0%) | 54 (100,0%) | 44 (100,0%) |
| Укупно       | 12          | 53          | 54          | 44          |

| Демографија | Демографија | Демографија |
| Година      | Становника  | Становника  |
| ----------- | ----------- | ----------- |
| 1971.       | 44          |             |
| 1981.       | 54          |             |
| 1991.       | 53          |             |
| 2013.       | 12          |             |